# 环空器
环空器（英語：Hohlraum，源自德文）是辐射热动力学中的术语，它是指一个腔壁与腔内达到辐射热平衡状态的空腔。在实际情况下，理想的环空器可以通过在任何不透明金属制成的中空容器上打一个小孔来近似。这样，从小孔中透出的辐射近似为容器内部产生的黑体辐射。

## 惯性约束聚变

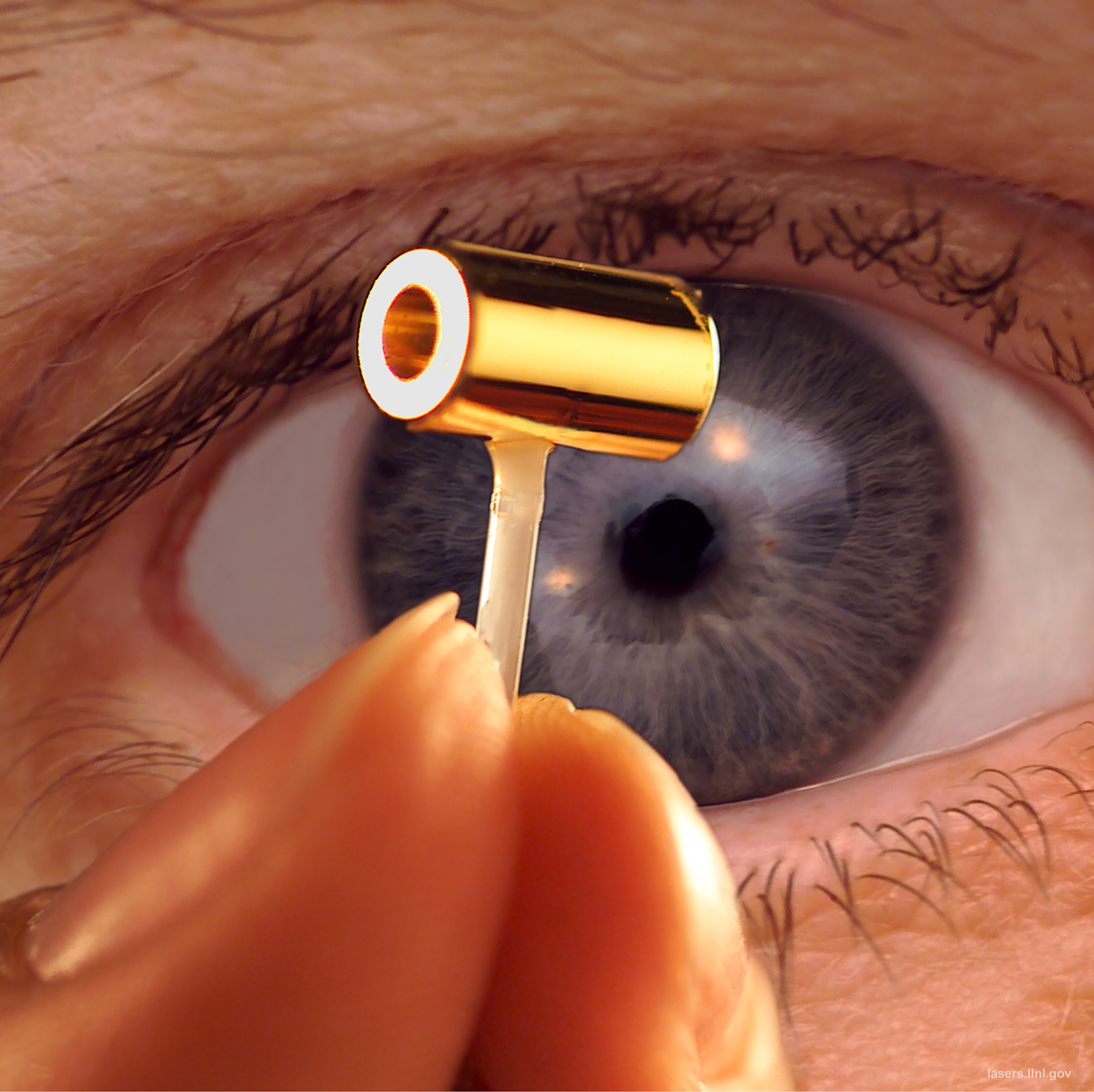
国家点火装置中使用的金制环空器模型。

惯性约束聚变中使用的间接驱动方法如下：包含有聚变燃料的小球放置在柱形环空器中，辐射源例如激光照入环空器内部，环空吸收了巨大能量后开始辐射出X射线，使聚变燃料开始燃烧。由于辐射源不直接照射在小球上，这种方式称为间接驱动。这种方法的优势是环空器内的辐射要比直接照射燃料小球的方式更为均匀和对称，能够产生更均匀的内爆过程。
为了避免压缩过程中出现的流体力学的不稳定性，环绕燃料小球的X-射线必须非常对称。早期的设计中，环空器的每一段都有辐射器，但是实践证明，这种结构很难维持足够的X-射线对称性。在二十世纪九十年代末，物理学家找到了一种新的设计，让环空器腔壁吸收离子束的能量，这样X射线可以从环绕小球的很大一部分的立体角辐射出。通过合理的选择吸收能量用的金属，这种被称为“分布式辐射靶”的结构可以提供更好的X射线对称性，在仿真中性能比早期设计更好。

## 核武器设计方案
热核武器的泰勒-乌拉姆设计方案据猜测使用了环空器来储存初级核弹爆炸时释放的能量，并用此能量将次级核弹内爆。